# Paul-André Durocher

Erzbischofswappen von Paul-André Durocher

Paul-André Durocher (* 28. Mai 1954 in Windsor, Ontario) ist ein kanadischer Geistlicher und römisch-katholischer Erzbischof von Gatineau.

## Leben
Paul-André Durocher studierte in Ottawa, Straßburg und Rom und empfing am 2. Juli 1982 die Priesterweihe.
Papst Johannes Paul II. ernannte ihn am 20. Januar 1997 zum Weihbischof in Sault Sainte Marie und Titularbischof von Ausuaga. Der Bischof von Sault Sainte Marie, Jean-Louis Plouffe, spendete ihm am 14. März desselben Jahres die Bischofsweihe; Mitkonsekratoren waren Bernard Francis Pappin, Weihbischof in Sault Sainte Marie, und Jacques Landriault, Altbischof von Timmins.
Am 27. April 2002 wurde er von Papst Johannes Paul II. zum Bischof von Alexandria-Cornwall ernannt. Am 12. Oktober 2011 wurde er von Papst Benedikt XVI. zum Erzbischof von Gatineau ernannt und am 30. November desselben Jahres in das Amt eingeführt.
Paul-André Durocher wurde am 25. September 2013 für eine zweijährige Amtszeit zum Vorsitzenden der kanadischen Bischofskonferenz (CECC) gewählt. Er war zuvor Vizepräsident der Bischofskonferenz und trat die Nachfolge von Richard William Smith an. Von 10. Juli 2019 bis 23. Juni 2020 war Durocher zudem Apostolischer Administrator des Bistums Mont-Laurier.
Am 18. Februar 2023 ernannte ihn Papst Franziskus zum Mitglied des Dikasteriums für die Kultur und die Bildung.